# 1-й батальйон оперативного призначення «Форпост»
1-й батальйон оперативного призначення «Форпост» — підрозділ Національної гвардії України, який входить до складу Першої Президентської бригади оперативного призначення НГУ «Буревій».

## Історія
2 серпня 2023 року 1-й батальйон оперативного призначення на бронетранспортерах у зв'язку зі зміною штатної структури і управління було перейменовано на 1-й батальйон оперативного призначення «Форпост».

## Участь у бойових діях
Батальйон «Форпост» виконує бойові завдання з початку російського вторгнення в Україні. Підрозділ був залучений до оборони м. Києва (як 1-й батальйон оперативного призначення на бронетранспортерах). Також батальйон брав участь у боях у Серебрянському лісі, Тернах і Стельмахівці.

### Битва за Мощун
На початковій фазі російського вторгнення в Україну батальйон «Форпост», як батальйон оперативного призначення на бронетранспортерах, одним з перших зустрів боєм противника. Підрозділ брав участь в обороні села Мощун, яке було стратегічно важливим для захисту Києва. Бої за населений пункт тривали з 5 до 21 березня 2022 року.

### Бої у Серебрянському лісі
Із вересня по грудень 2023 року, а також з лютого по липень 2024 року батальйон «Форпост» у складі 1 БрОП НГУ «Буревій» виконував бойові завдання у Серебрянському лісництві Луганської області. Особовий склад батальйону успішно здійснював як оборонні, так і штурмові дії, відзначившись просуванням до 2 км на напрямку.

### Бої за н.п. Стельмахівка
Після ротації у Серебрянському лісництві батальйон «Форпост» був направлений у село Стельмахівка Луганської області, у зв'язку з критичною ситуацією на лінії фронту. В умовах обмеженого забезпечення боєприпасами та нестачі особового складу батальйон протягом 2,5 місяців утримував оборону, після чого був виведений у пункт постійної дислокації для відновлення боєздатності. Завдяки злагодженій роботі «Форпост» зумів стримати просування противника на критично важливому напрямку, тим самим не давши противнику оточити угрупування військ, яке знаходиться у смузі оборони міста Куп'янськ.

### Бої за н.п. Терни
Рота батальйону «Форпост» у складі ротної групи 12-тої бригади спеціального призначення «Азов» у першій половині 2024 року брала участь у боях за село Терни Донецької області.

## Командування
Підполковник Володимир Жданов (з серпня 2023 року).

## Нагороди
Підполковник Володимир Жданов — звання Герой України з врученням ордена «Золота Зірка» (26 лютого 2025), за особисту мужність і героїзм, виявлені у захисті державного суверенітету та територіальної цілісності України, самовіддане служіння Українському народові.